# Firtănuș, Harghita
Firtănuș (în maghiară Firtosmartonos) este un sat în comuna Avrămești din județul Harghita, Transilvania, România.

## Imagini

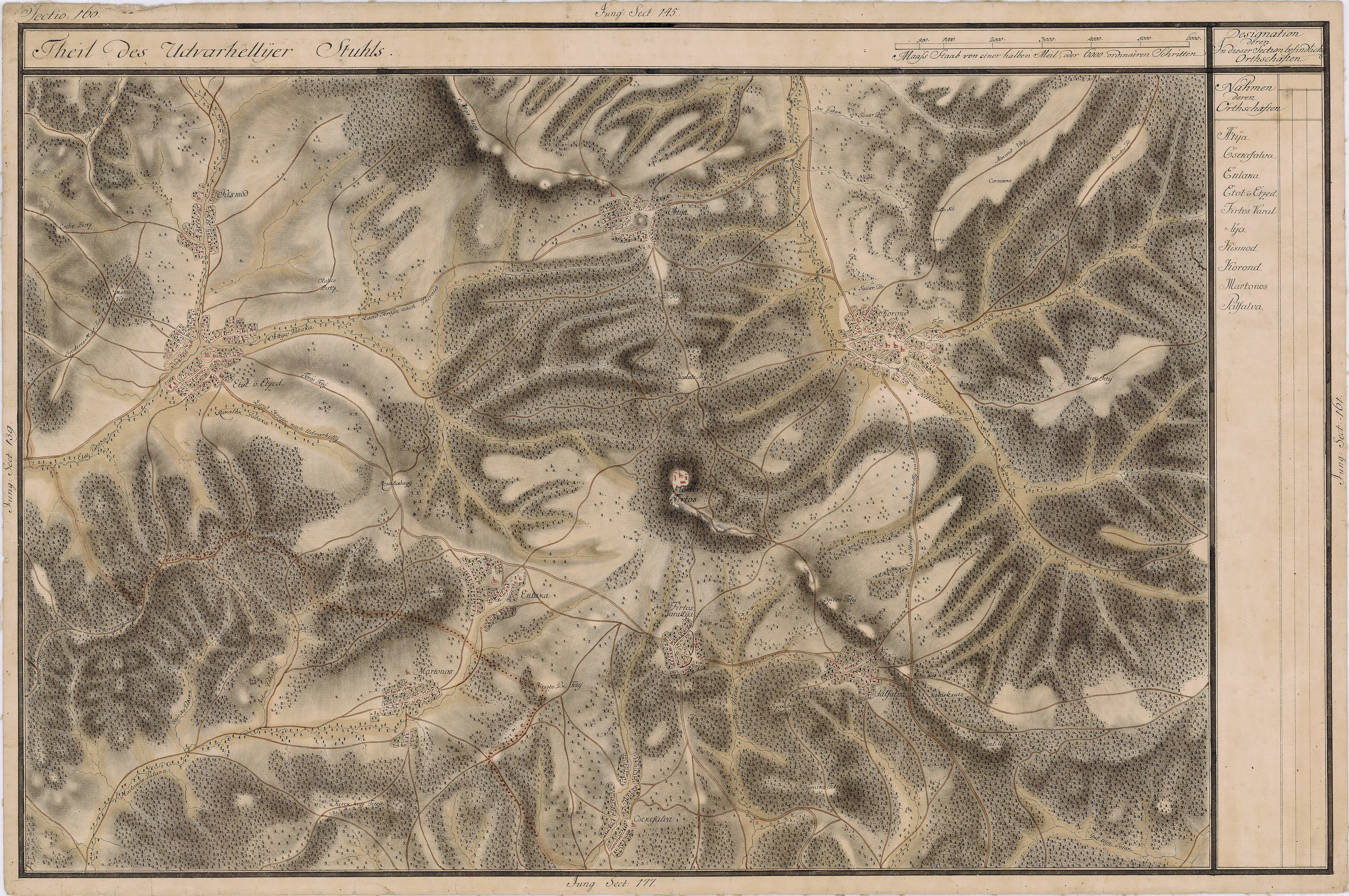
Firtănuș în Harta Iosefină a Transilvaniei, 1769-73

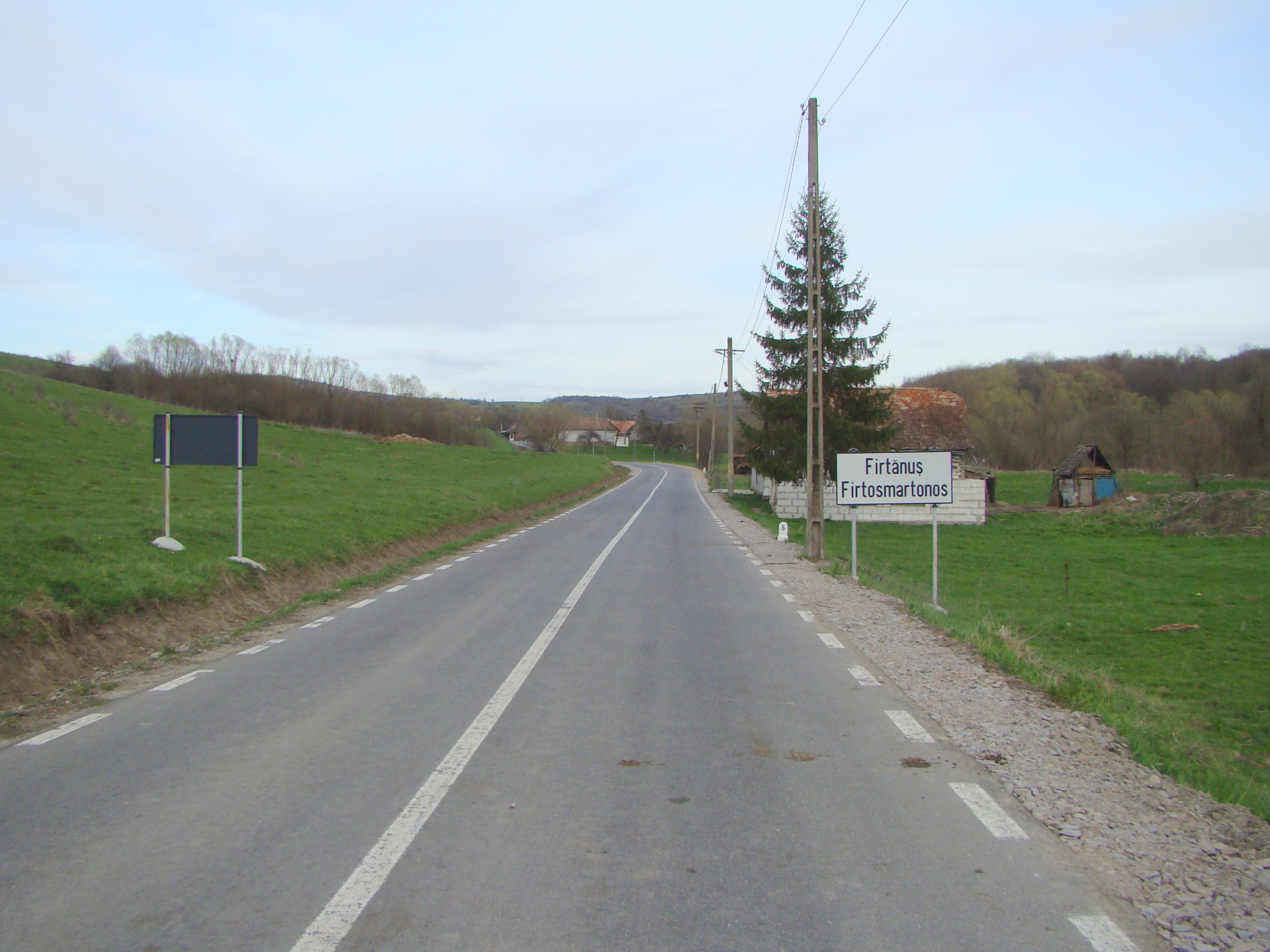
Intrarea în localitate
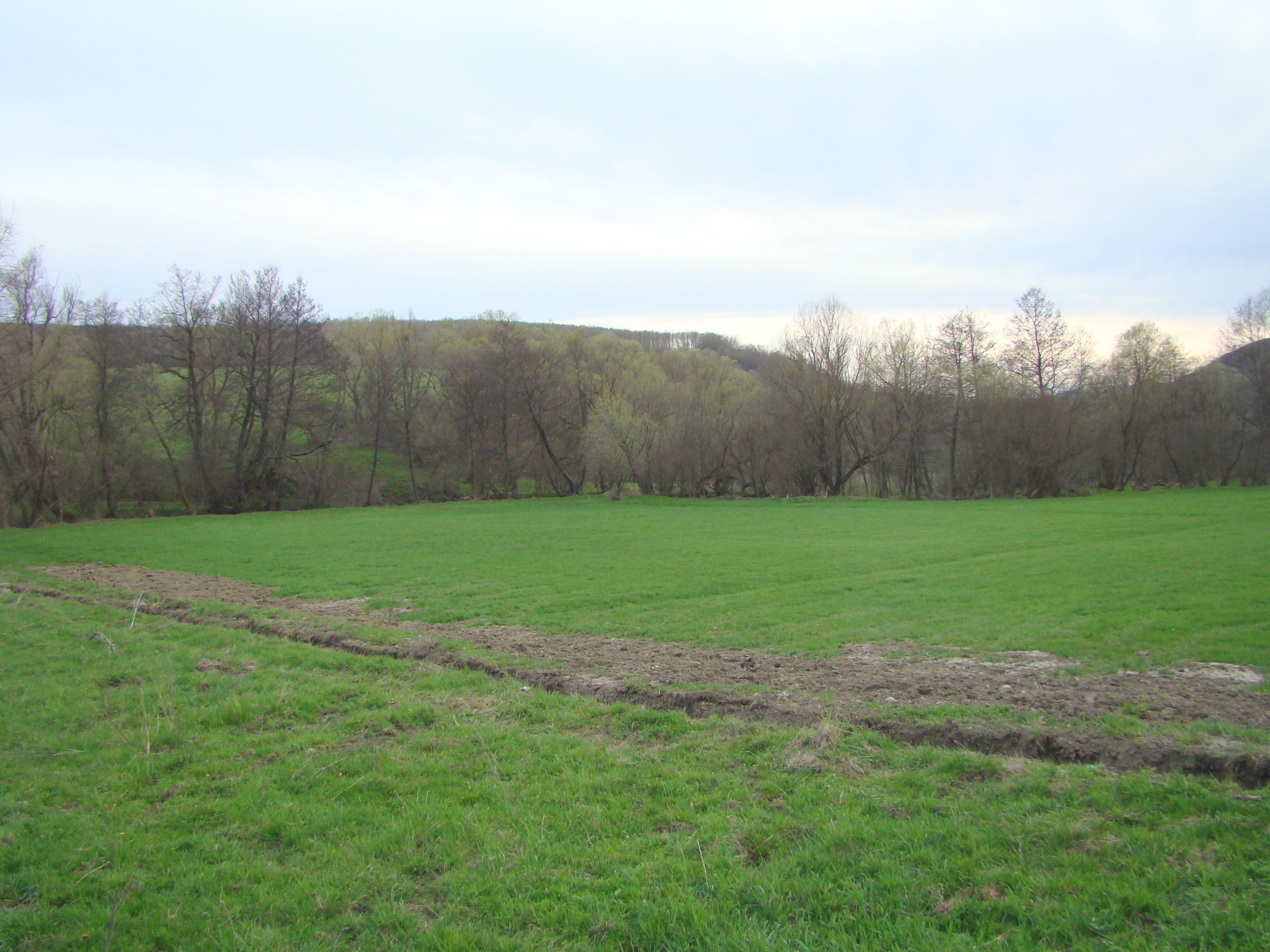
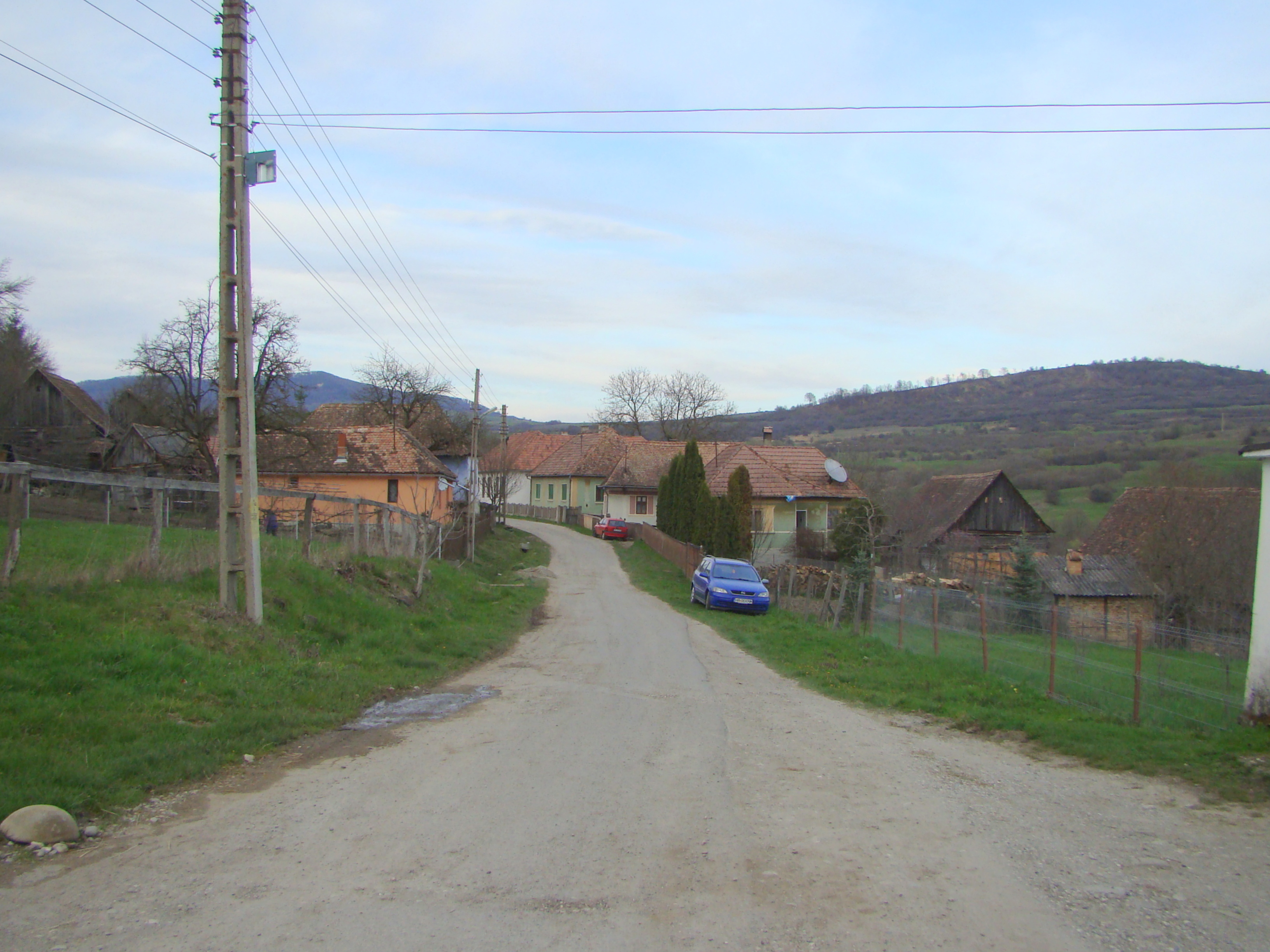
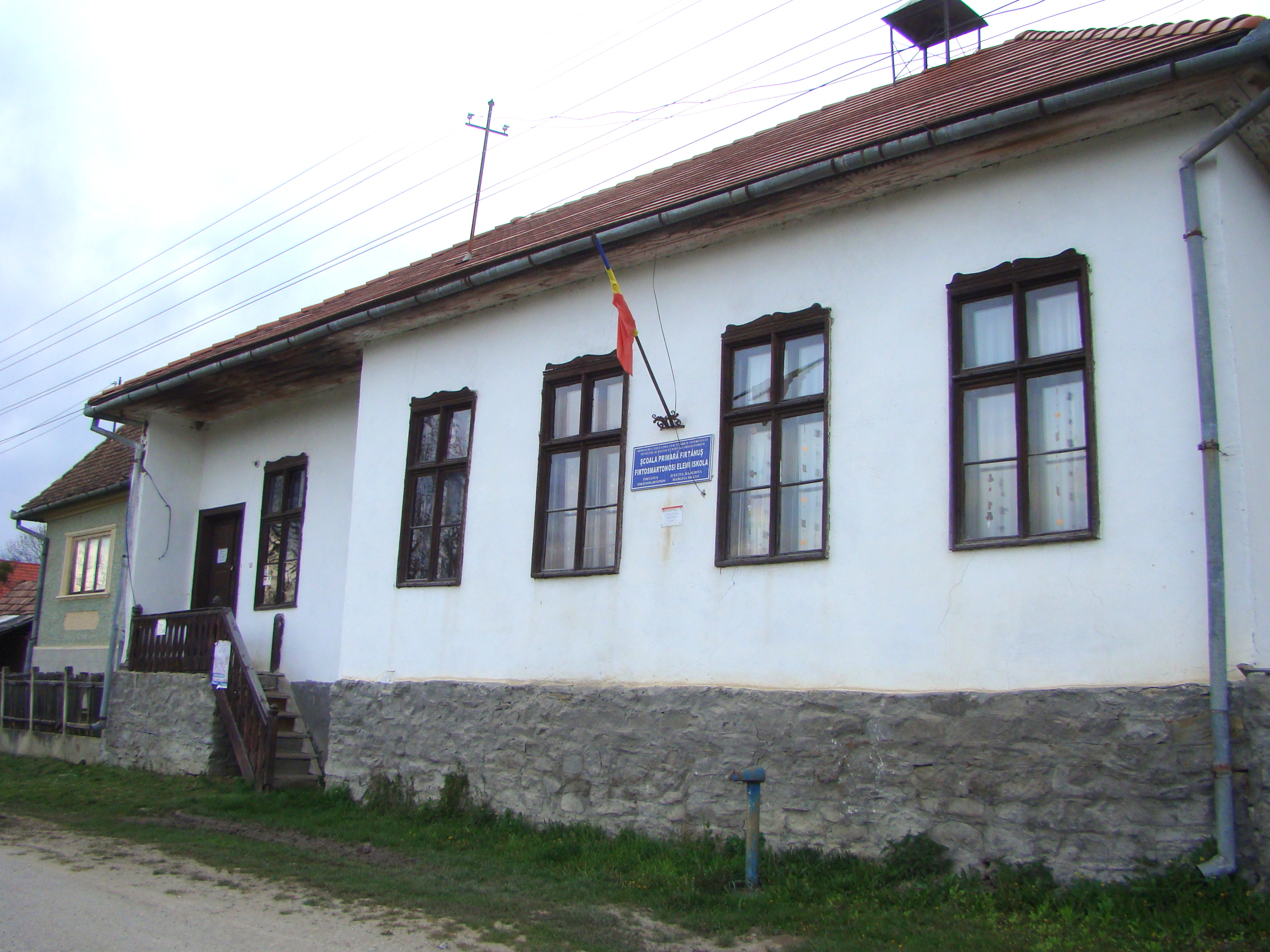
Școala
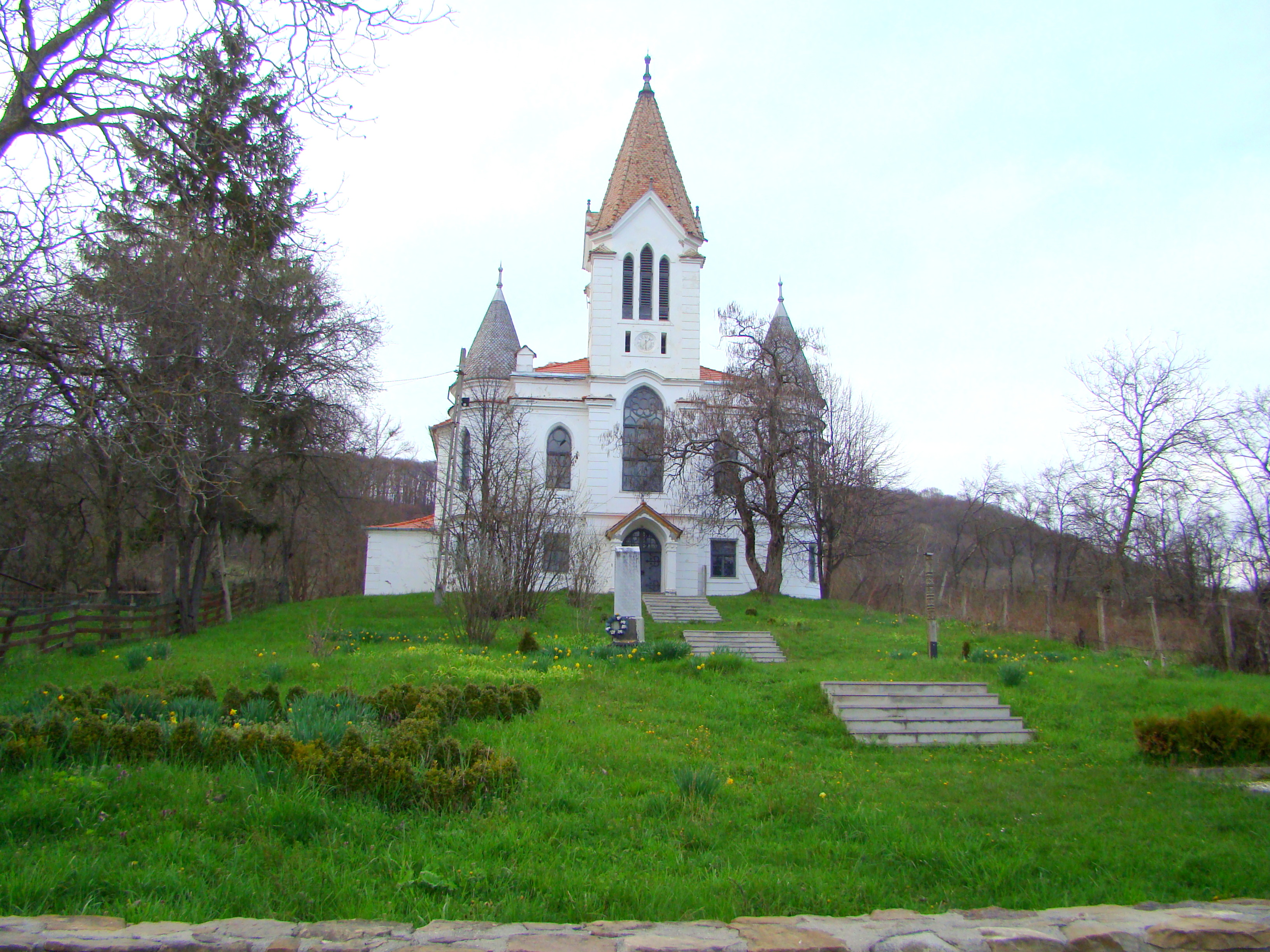
Biserica unitariană (1906)
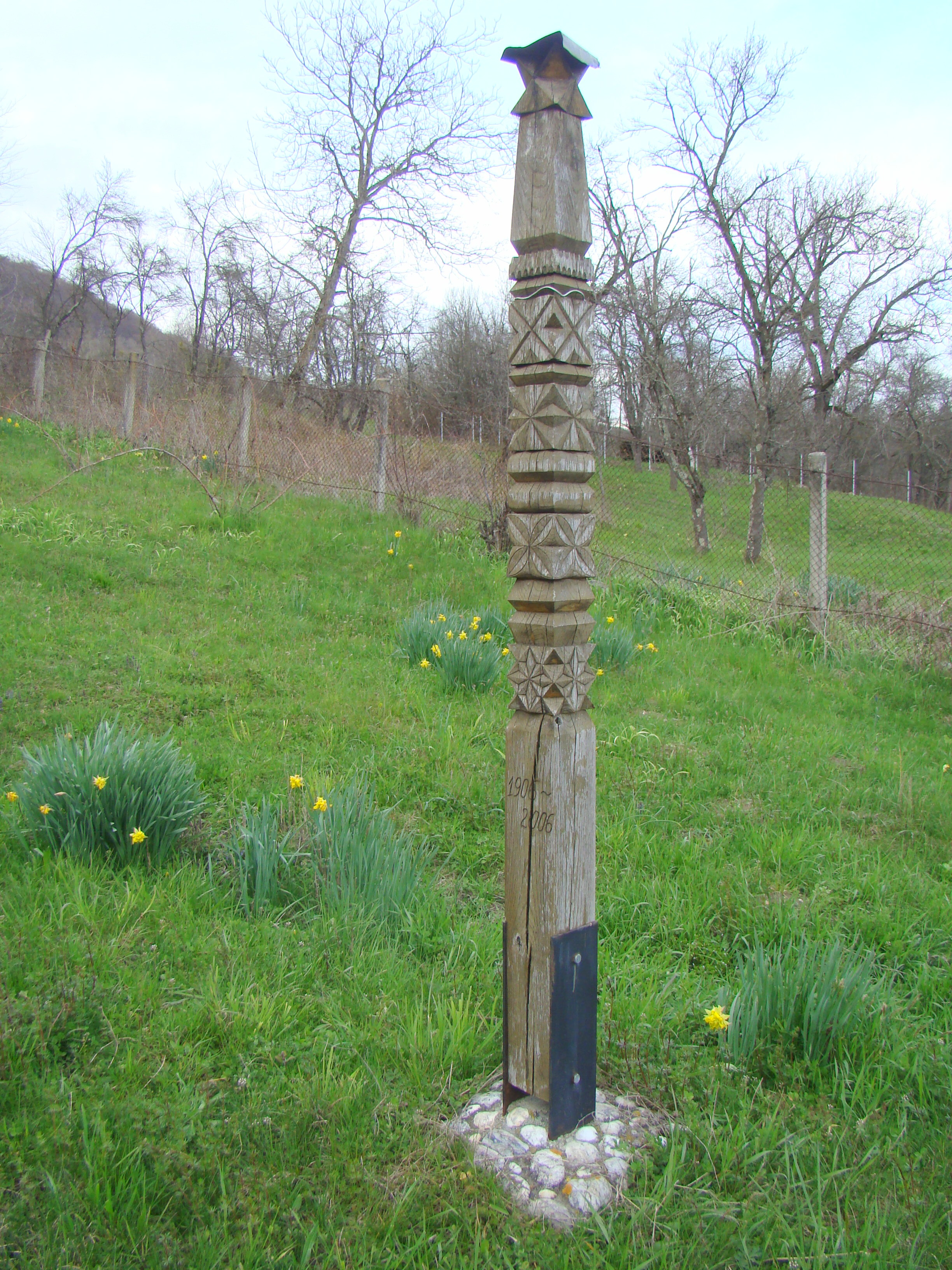
Kopjafa
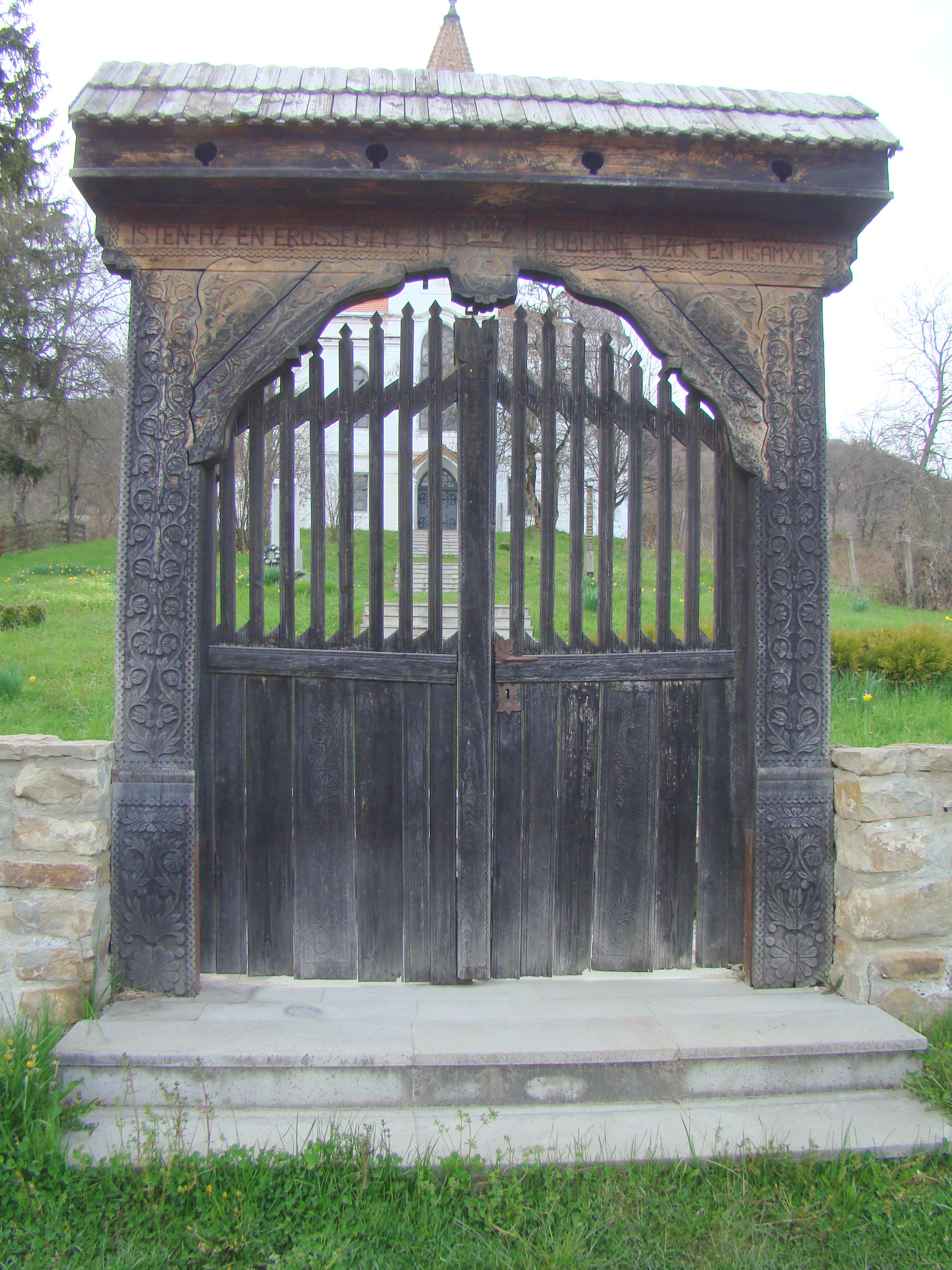
Poarta de lemn a bisericii unitariene
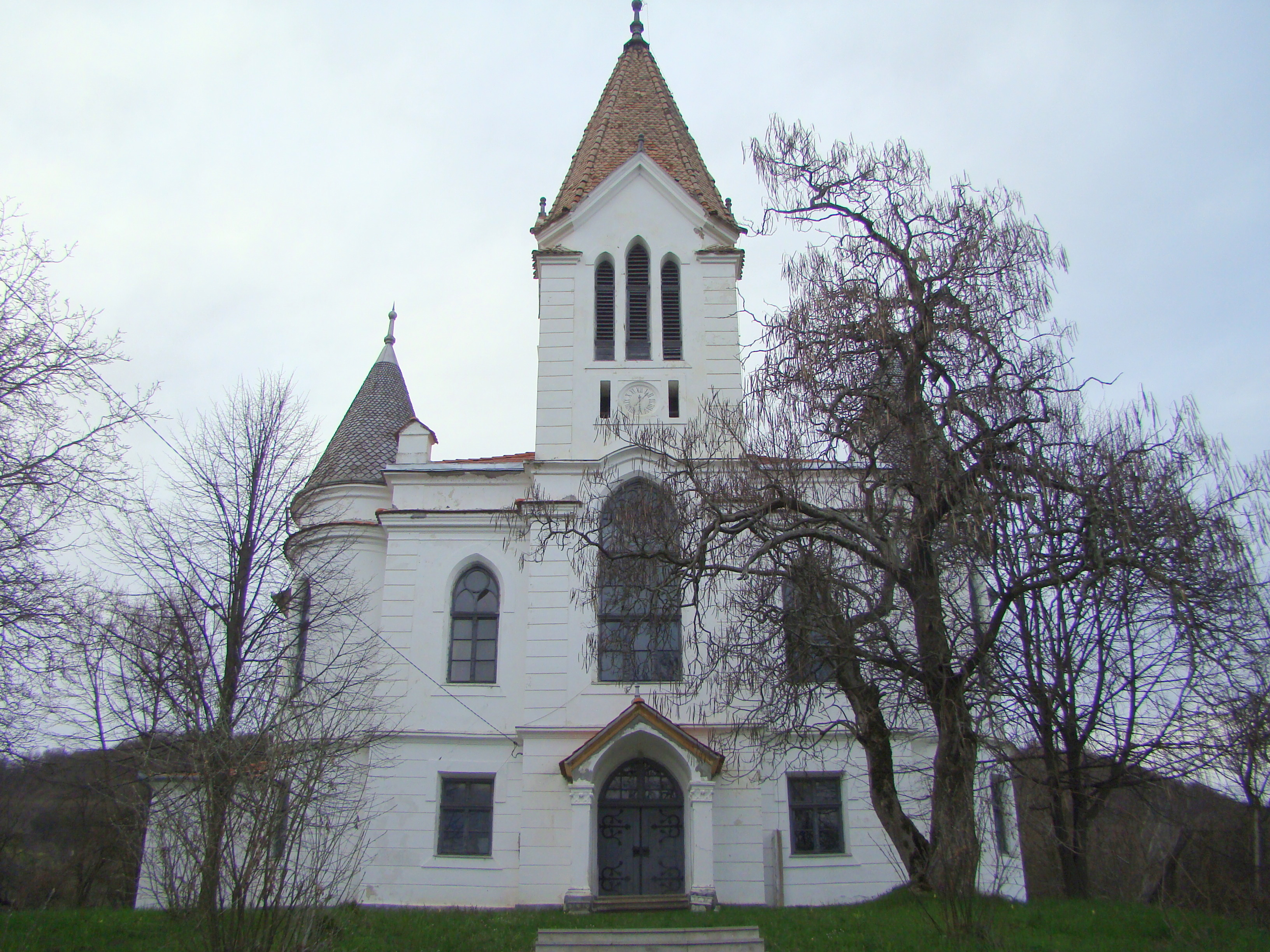
Biserica unitariană (1906)
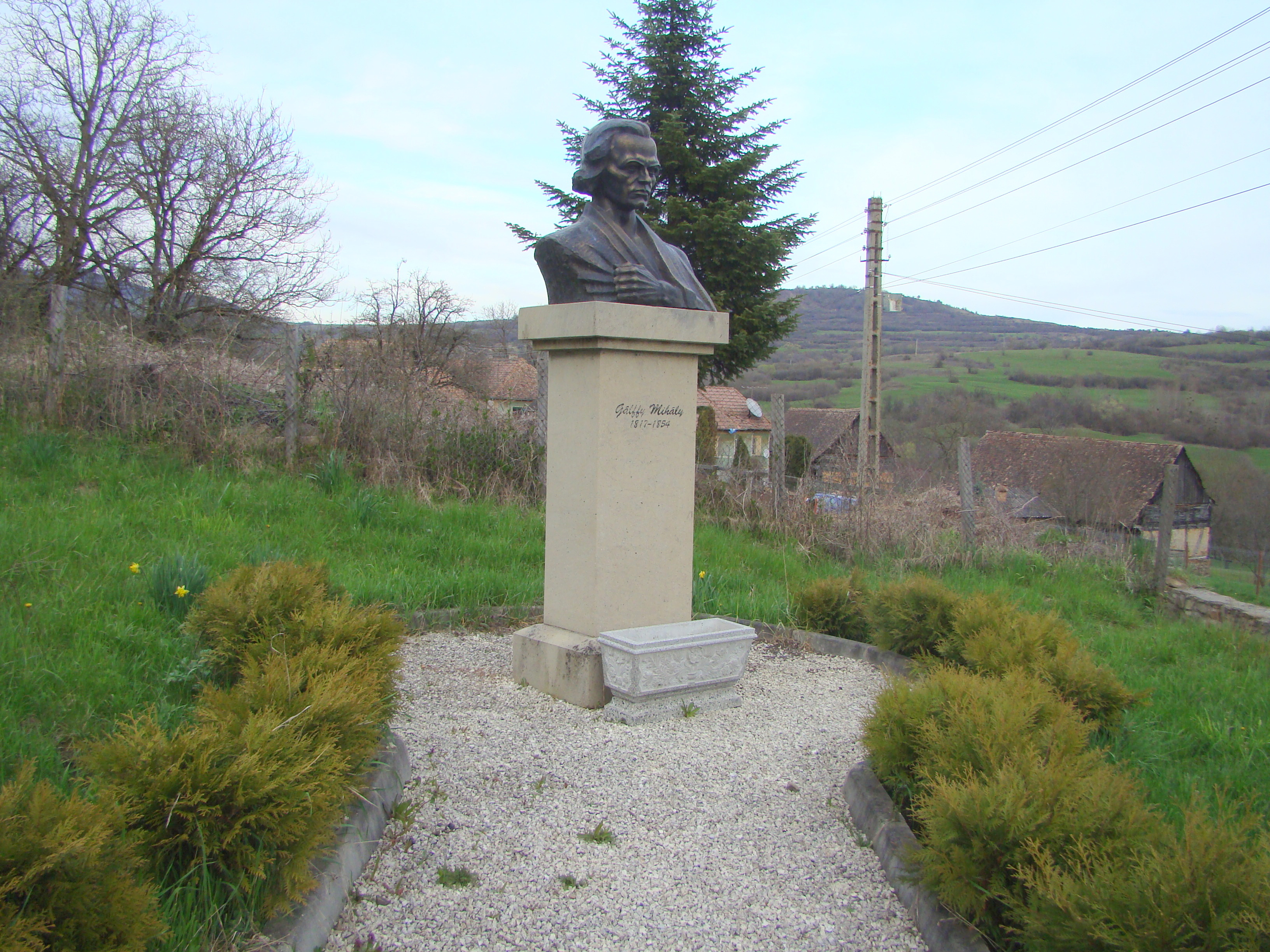
Bustul lui Gálffy Mihály (1817-1854)
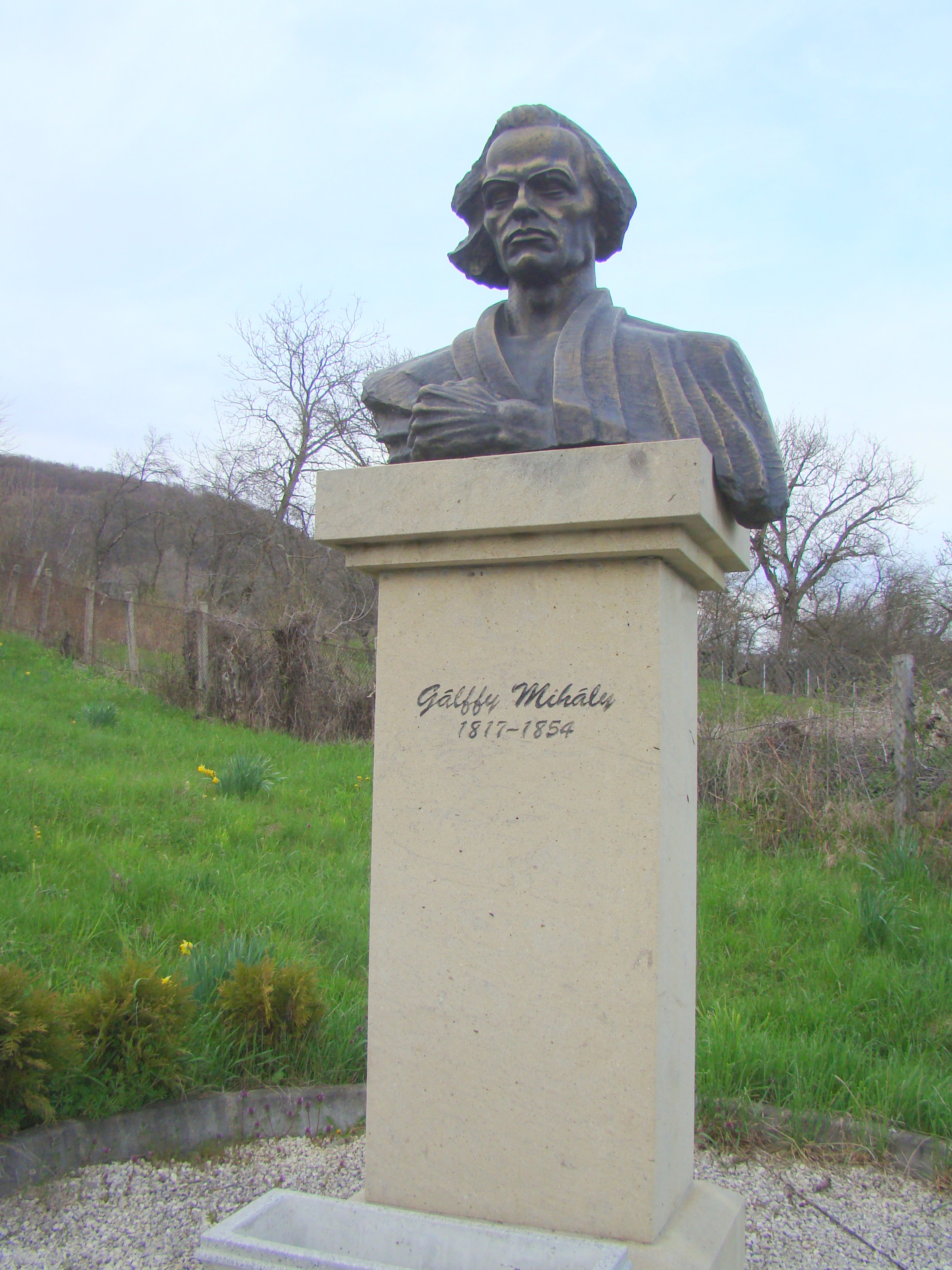
Bustul lui Gálffy Mihály (1817-1854)
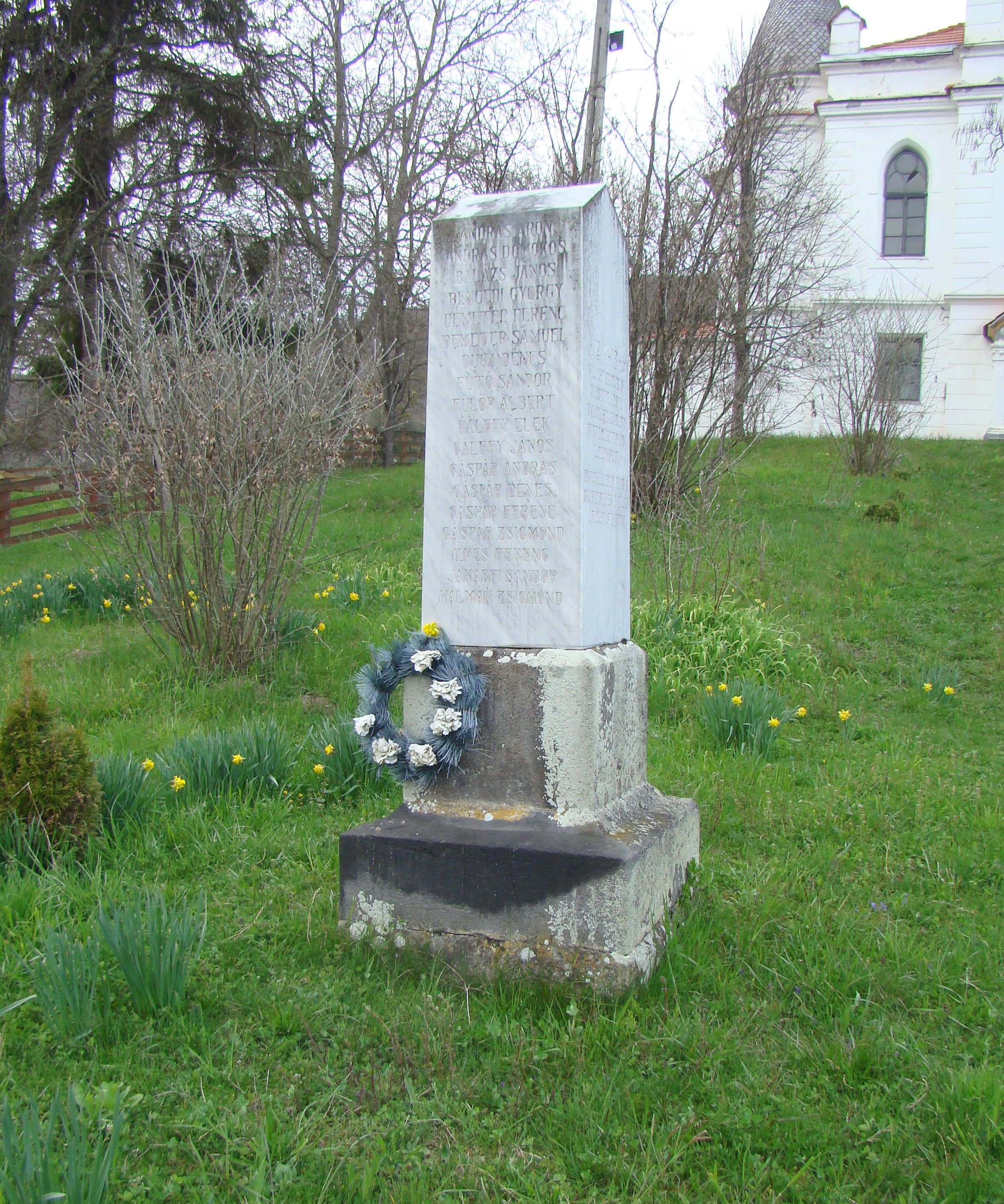
Monumentul eroilor
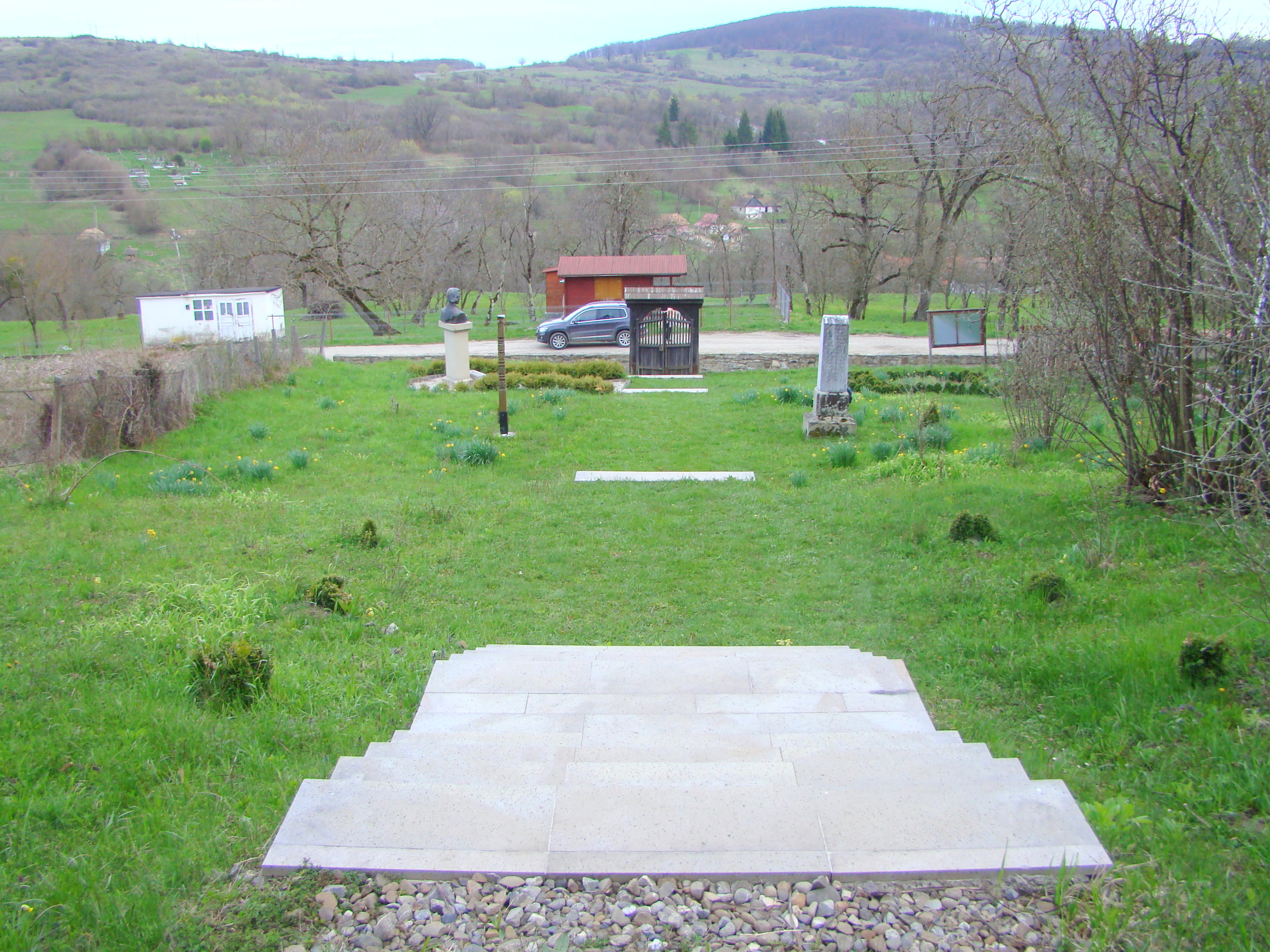

 Acest articol despre o localitate din județul Harghita este deocamdată un ciot. Puteți ajuta Wikipedia prin completarea lui.